# Hamnnes
Hamnnes (en same du Nord : Gárgu) est une localité du comté de Troms, en Norvège.

## Géographie
Administrativement, Hamnnes (aussi écrit Havnnes et Gárgu en langue Sami du Nord) fait partie de la kommune de Nordreisa, à la pointe sud de l'île d'Uløya. C'est le plus ancien site de commerce encore actif dans le Nord de la Norvège. La plupart des maisons sont préservées. Contrairement à toutes les maisons d'Uløya, les bâtiments de Hamnnes n'ont pas été incendiés lors de l'évacuation des troupes d'occupation à l'automne 1944. Des affiches ont été trouvées par la suite sur place, pour que ce site historique ne soit pas incendié («Künstlerisch wertvoll – daher nicht zerstören!»).
« Mère Lyng » (Ovidia Fredrikke Lyng) vécut à Hamnnes durant la première moitié du XIXe siècle. Elle était l'épouse de Tomas A. Lyng, fondateur de l'entreprise le 22 août 1795 selon la copie de l'acte royal d'autorisation. Ils eurent 12 enfants dont aucun ne survécut. L'histoire raconte qu'elle s'occupa de 32 autres enfants.
Le commerce est la propriété de la famille Giæver depuis 1868.
Environ 50 habitants vivent maintenant à Hamnnes.
Hamnnes est toujours une propriété privée. On y produit de la morue comme depuis longtemps.
Des restes de l'âge de pierre montrent que le lieu a été habité depuis environ 6 000 ans. On y a trouvé des couteaux, des pointes de lance, des haches et des hameçons qui montrent que Havnnes a été un lieu d'habitat fixe.
Hamnnes a été désigné comme « paysage culturel de l'année » en 2004 dans le Troms. Une liaison par ferry existe avec Rotsund sur le continent (Rv 357).